# Girlfriend, Girlfriend
Girlfriend, Girlfriend (яп. カノジョも彼女 Канодзё мо канодзё, «Мои девушки») — манга, написанная и проиллюстрированная Хироюки. Публиковалась в журнале Weekly Shonen Magazine издательства Kodansha с марта 2020 по май 2023 года и была издана в шестнадцати томах-танкобонах. Аниме-адаптация манги производства студии Tezuka Productions транслировалась с июля по сентябрь 2021 года в программном блоке Animeism. Второй сезон аниме-адаптации транслировался с октября по декабрь 2023 года.

## Сюжет
Сюжет манги рассказывает о старшекласснике Наое Мукаи, который недавно начал отношения со своей подругой детства Саки Саки. Его одноклассница Нагиса Минасэ решила признаться Наое в своих чувствах. После небольшого колебания Наоя согласился на просьбу Нагисы стать её парнем. Наоя решает, что он будет встречаться с двумя девушками одновременно. Поскольку Наоя в настоящее время, вследствие работы родителей, живёт один, Саки и Нагиса решают жить вместе с ним в его доме. Сюжет рассказывает об их повседневной школьной жизни и испытаниях, которым подвергаются отношения Наои, Саки и Нагисы.

## Персонажи
Наоя Мукаи (яп. 向井 直也 Мукаи Наоя) — друг детства Саки. Он признавался ей в любви каждый месяц, пока она не согласилась на отношения с ним, но затем Наоя решил начать встречаться и с Нагисой, так как посчитал её милой. Он единственный ребёнок в семье, поэтому надеется иметь девушку, у которой есть братья и сёстры.
Сэйю: Дзюнъя Эноки (аниме)
Саки Саки (яп. 佐木 咲) — подруга детства Наои и его первая девушка. У неё одинаковые имя и фамилия; её родители посчитали, что такое имя будет милым. Комплексует из-за своей маленькой груди, особенно по сравнению с грудью Нагисы. Посещает школьную баскетбольную секцию.
Сэйю: Аяна Такэтацу (промовидео); Аянэ Сакура (аниме)
Нагиса Минасэ (яп. 水瀬 渚 Минасэ Нагиса) — одноклассница Наои, которая стала его второй девушкой после того, как призналась ему в своих чувствах. Раньше она была застенчивой девушкой, которая считала, что у неё ничего не получается, а затем влюбилась в Наою, поскольку он вдохновил её на развитие навыков, к которым у неё были хорошие способности.
Сэйю: Аянэ Сакура (промовидео); Адзуми Ваки (аниме)
Рика Хосидзаки (яп. 星崎 理香 Хосидзаки Рика) — однокашница Наои. Втайне ото всех является популярным видеоблогером под псевдонимом Мирика (яп. ミリカ). Настолько стремится стать третьей девушкой Наои, что даже начала его преследовать, а также, чтобы привлечь его внимание, разбила палаточный лагерь возле его дома. Часто использует свою большую грудь, чтобы привлекать внимание в Интернете.
Сэйю: Аяна Такэтацу (аниме)
Сино Кирю (яп. 桐生 紫乃 Кирю: Сино) — лучшая подруга и одноклассница Саки из богатой семьи. Занимает верхнюю строчку успеваемости в классе. Она раскрывает романтические отношения Наои с Саки и Нагисой и не одобряет их. Позже выясняется, что она также испытывает чувства к Наое.
Сэйю: Риэ Такахаси (аниме)
Хосидзаки — отец Рики и Рисы.
Сэйю: Томокадзу Сэки (аниме)
Риса Хосидзаки (яп. 星崎 理沙 Хосидзаки Риса) — младшая сестра Рики.
Сэйю: Аой Кога (аниме)

## Медиа

### Манга
Girlfriend, Girlfriend, написанная и проиллюстрированная Хироюки, публиковалась с 4 марта 2020 по 24 мая 2023 года в журнале сёнэн-манги Weekly Shonen Magazine издательства Kodansha. Сюжет Girlfriend, Girlfriend основан на ранней работе автора под названием Seiseidodo, Futamata-suru Hanashi (яп. 正々堂々、二股する話 Сэйсэйдо:до:, футамата-суру ханаси, «История парня, встречающимся с двумя одновременно, но честного и справедливого»), которую Хироюки опубликовал в социальной сети «Твиттер» и в августе 2019 года выпустил отдельным томом в рамках ярмарки «Комикет 86». С 8 марта 2023 года началась публикация глав финальной арки Girlfriend, Girlfriend. Всего главы Girlfriend, Girlfriend были скомпонованы в шестнадцать томов-танкобонов; финальный том поступил в продажу 14 июля 2023 года.
23 октября 2020 года для продвижения манги был выпущен рекламный видеоролик с участием сэйю Аяны Такэтацу и Аянэ Сакуры.
В феврале 2021 года издательство Kodansha USA лицензировало мангу для публикации на английском языке в цифровом формате.

#### Список томов
| №  | Дата публикации     | ISBN                   |
| -- | ------------------- | ---------------------- |
| 01 | 17 июня 2020 г.     | ISBN 978-4-0651-9743-1 |
| 02 | 17 сентября 2020 г. | ISBN 978-4-0652-0747-5 |
| 03 | 17 ноября 2020 г.   | ISBN 978-4-0652-1409-1 |
| 04 | 15 января 2021 г.   | ISBN 978-4-0652-1960-7 |
| 05 | 16 апреля 2021 г.   | ISBN 978-4-0652-2885-2 |
| 06 | 17 июня 2021 г.     | ISBN 978-4-0652-3588-1 |
| 07 | 17 августа 2021 г.  | ISBN 978-4-0652-4478-4 |
| 08 | 15 октября 2021 г.  | ISBN 978-4-0652-5143-0 |
| 09 | 17 января 2022 г.   | ISBN 978-4-0652-6606-9 |
| 10 | 15 апреля 2022 г.   | ISBN 978-4-0652-7541-2 |
| 11 | 17 июня 2022 г.     | ISBN 978-4-0652-8183-3 |
| 12 | 16 сентября 2022 г. | ISBN 978-4-0652-9133-7 |
| 13 | 17 ноября 2022 г.   | ISBN 978-4-0652-9710-0 |
| 14 | 17 февраля 2023 г.  | ISBN 978-4-0653-0629-1 |
| 15 | 17 апреля 2023 г.   | ISBN 978-4-0653-1265-0 |
| 16 | 14 июля 2023 г.     | ISBN 978-4-0653-2187-4 |

### Аниме
Об адаптации манги в формат аниме-сериала было объявлено 16 ноября 2020 года в 51-м выпуске журнала Weekly Shonen Magazine. Производством аниме-сериала занялась студия Tezuka Productions, режиссёром стал Сатоси Кувабара, сценаристом — Кэйитиро Оти, а дизайнером персонажей — Акико Тоёда. Мики Сакураи и Тацухико Сайки стали композиторами музыки к аниме-сериалу. Сериал транслировался с 3 июля по 18 сентября 2021 года в программном блоке Animeism на телеканалах MBS, TBS и BS-TBS, а также на AT-X. Открывающая музыкальная тема аниме-сериала — «Fuzaketenai ze» (яп. ふざけてないぜ Фудзакэтэнай дзэ, «Не валяй дурака») группы Necry Talkie, закрывающая — «Pinky Hook» (яп. ピンキーフック Пинки: Фукку, «Клятва на мизинце») Момо Асакуры. За пределами Азии аниме-сериал лицензирован сервисом Crunchyroll, в Южной и Юго-Восточной Азии — компанией Muse Communication, транслировавшей сериал на собственном канале YouTube и посредством сервисов iQIYI и Bilibili.
На русском языке аниме-сериал лицензирован сервисом Crunchyroll под названием «Мои девушки».
16 сентября 2022 года было объявлено о начале производства второго сезона аниме. Производством второго сезона занялась студия SynergySP, режиссёром стал Такатоси Судзуки, сценаристами — Кэйитиро Оти и Кадзухико Инукаи, дизайнером персонажей — Сёко Хагивара, а на должность композиторов были назначены Мики Сакураи, Тацухико Сайки, Канадэ Сакума и Дзюнко Накадзима. Второй сезон транслировался с 7 октября по 23 декабря 2023 года. Открывающая музыкальная тема второго сезона — «Dramatic ni Koi Shitai» (яп. ドラマチックに恋したい Дораматикку ни кои ситаи, «Хочу влюбиться драматично»), исполненная Хикари Кодамой; закрывающая — «Forira» (яп. ふぉりら Форира), исполненная дуэтом ClariS.

#### Список серий первого сезона
| № общий | № в сезоне | Название                                                                                     | Режиссёр         | Премьера в Японии   |
| ------- | ---------- | -------------------------------------------------------------------------------------------- | ---------------- | ------------------- |
| 01      | 01         | Даже если это неверный путь «Сорэ га тадаси: мити дзя накутэмо» (それが正しい道じゃなくても) | Масами Хата      | 3 июля 2021 г.      |
| 02      | 02         | Чувства Нагисы «Нагиса но кимоти» (渚の気持ち)                                               | Ацудзи Канэко    | 10 июля 2021 г.     |
| 03      | 03         | Место для троих «Саннин но басё» (三人の場所)                                                | Масахару Томода  | 17 июля 2021 г.     |
| 04      | 04         | Девушка и девушка «Канодзё то канодзё» (彼女と彼女)                                          | Кадзуя Фудзисиро | 24 июля 2021 г.     |
| 05      | 05         | Ещё и третья? «Саннинмэ!?» (三人目！？)                                                      | Фумио Маэдзоно   | 31 июля 2021 г.     |
| 06      | 06         | Укрощение строптивой «Цун га дэрэ» (ツンがデレ)                                              | Масами Хата      | 7 августа 2021 г.   |
| 07      | 07         | Испытание для девушек «Канодзё-тати но тярэндзи» (彼女たちのチャレンジ)                      | Ацудзи Канэко    | 14 августа 2021 г.  |
| 08      | 08         | Да явно же любит! «До: митэ мо суки» (どう見ても好き)                                        | Коки Оноуэ       | 21 августа 2021 г.  |
| 09      | 09         | Строптивая раскрыта! «Цун но дэрэ га барэ» (ツンのデレがバレ)                                | Сигэру Фукасэ    | 28 августа 2021 г.  |
| 10      | 10         | Прелести источников «Онсэн таносими» (温泉楽しみ)                                            | Фумио Маэдзоно   | 4 сентября 2021 г.  |
| 11      | 11         | Без чего на источниках никуда «Онсэн дэ аригати на кото» (温泉でありがちなこと)              | Юри Уэма         | 11 сентября 2021 г. |
| 12      | 12         | Мои девушки «Канодзё мо канодзё» (カノジョも彼女)                                            | Кимихару Муто    | 18 сентября 2021 г. |

#### Список серий второго сезона
| № общий | № в сезоне | Название                                                                                  | Режиссёр         | Премьера в Японии  |
| ------- | ---------- | ----------------------------------------------------------------------------------------- | ---------------- | ------------------ |
| 13      | 01         | Отвязные летние каникулы «Икэ икэ го: го: нацуясуми» (いけいけゴーゴー夏休み)             | Такатоси Судзуки | 7 октября 2023 г.  |
| 14      | 02         | Добро пожаловать, Сино! «Ирассяи Сино-сан» (いらっしゃい紫乃さん)                         | Акира Мано       | 14 октября 2023 г. |
| 15      | 03         | Хоть там не оплошай «Сиккари ситэ» (しっかりして)                                         | Харука Ватанабэ  | 21 октября 2023 г. |
| 16      | 04         | Девушка и фейерверки «Канодзё то ханаби» (カノジョと花火)                                 | Сюдзи Сайто      | 28 октября 2023 г. |
| 17      | 05         | Девушка и решимость «Канодзё то какуго» (カノジョと覚悟)                                  | Хитоюки Мацуи    | 4 ноября 2023 г.   |
| 18      | 06         | Девушка и её решимость «Канодзё но какуго» (カノジョの覚悟)                               | Ёсито Хата       | 11 ноября 2023 г.  |
| 19      | 07         | Ночи с девушками «Канодзё-тати то но ёру» (カノジョたちとの夜)                            | Ёсиаки Окумура   | 18 ноября 2023 г.  |
| 20      | 08         | Чувство, которое нельзя перечеркнуть «Юдзурэнай омой» (ゆずれない想い)                    | Харука Ватанабэ  | 25 ноября 2023 г.  |
| 21      | 09         | Девушка и отдых на море «Канодзё то бакансу» (カノジョとバカンス)                         | Сюдзи Сайто      | 2 декабря 2023 г.  |
| 22      | 10         | Девушка и смелость «Канодзё но кэцуи» (カノジョの決意)                                    | Ёсито Хата       | 9 декабря 2023 г.  |
| 23      | 11         | Девушка и смелость. Продолжение «Канодзё но кэцуи, сорэкара.» (カノジョの決意 それから。) | Ёсиаки Окумура   | 16 декабря 2023 г. |
| 24      | 12         | Девушка и смелость. Развязка «Канодзё но кэцуи, соситэ.» (カノジョの決意 そして。)        | Такатоси Судзуки | 23 декабря 2023 г. |

## Приём
Ребекка Сильверман с сайта Anime News Network в путеводителе по манге весны 2021 года поставила первому тому Girlfriend, Girlfriend две звезды из пяти, отнеся к достоинствам манги иллюстрации, однако подвергла критике главного героя, сюжет и повторяющиеся шутки.